# 擀麵棍

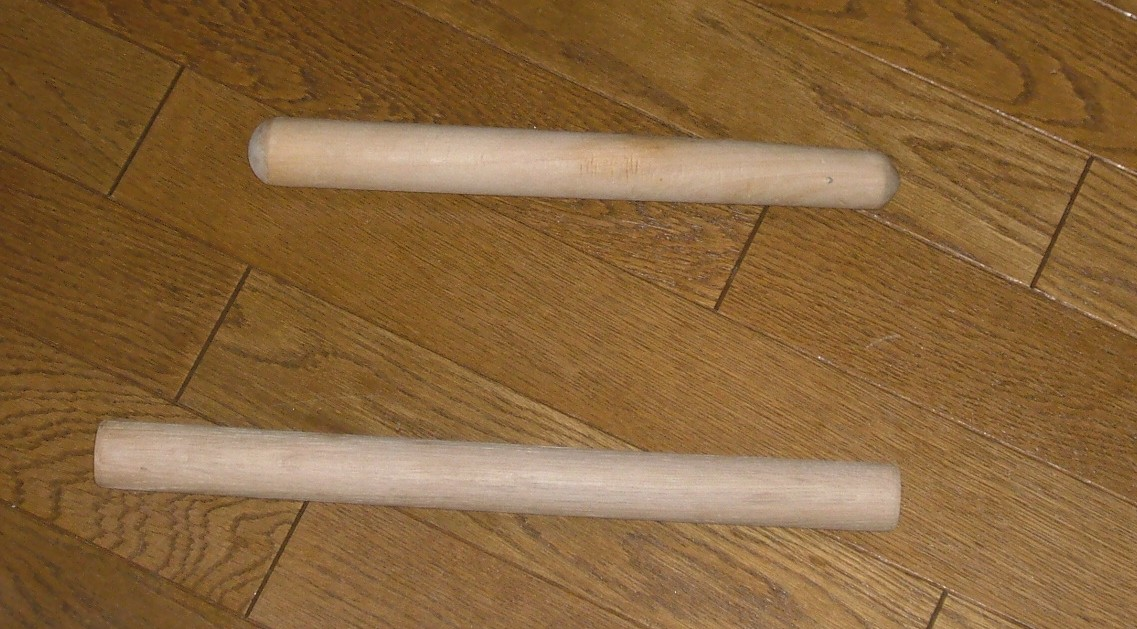
日本的棒状擀面棍

擀麵棍是一种烹饪工具，呈圆柱形，用来在平面上滚动，挤压面团等可塑性食品原料。

## 歷史
先秦已發明擀麵杖，至宋朝手擀麵才大行其道，宋朝人所謂「餺飥」指的是新興的手擀麵。

## 形式
主要有两类形状：
- 东亚地区和法国擀麵棍为实心的棒状，为木材制造，直径2-3厘米。有的棒状桿麵棍两端稍细，以便于手握。在需要灵活操作的时候（例如制作饺子皮），人们经常只用一只手滚动擀麵棍，另一只手随时调整面团的位置。

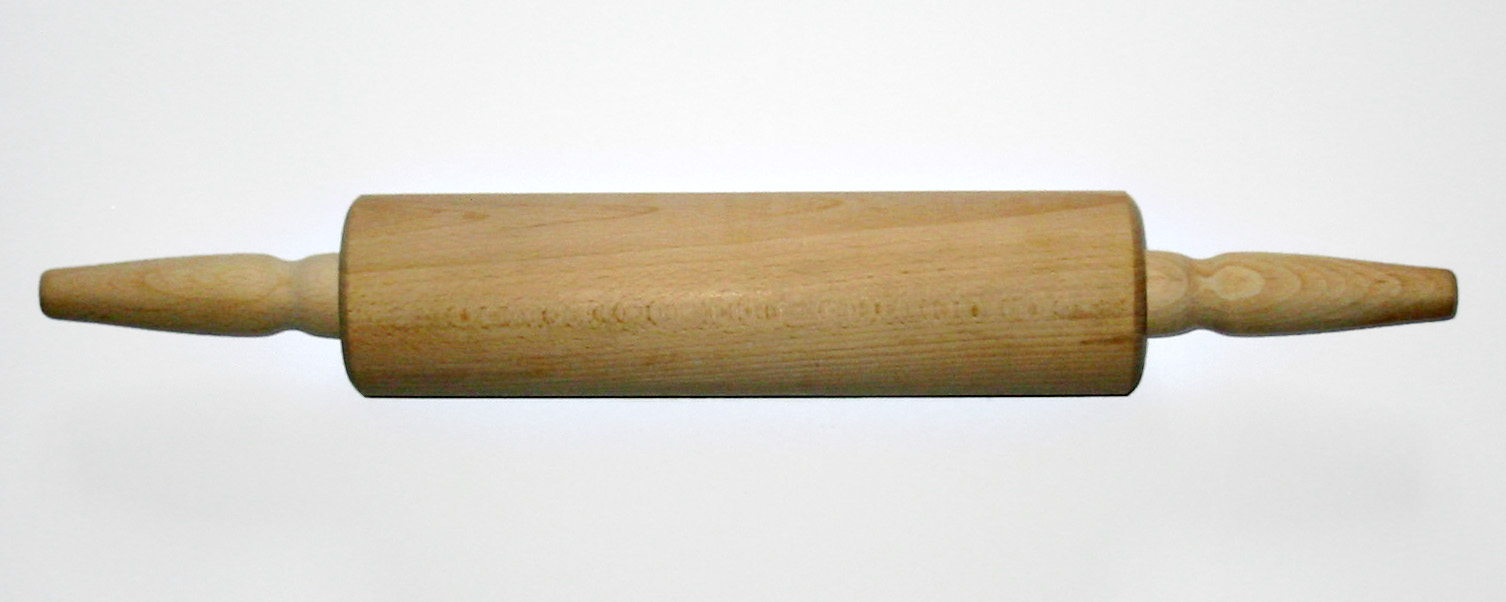
西方的滚筒状桿麵棍

- 西方其他地区的擀麵棍为内外两层的滚筒状。主体圆柱直径7-10厘米，内含一个轴心，并在两端引出手柄。使用者抓住手柄推拉，使得滚筒在面团上滚动。这类桿麵棍比棒状的灵活性差，更适用于擀成厚度均匀的大片。为了控制原料的温度，有些复杂的擀麵棍还在内部灌注冷/热水。

## 文化
在漫画（主要是西方漫画）中，西式擀麵棍常被家庭主妇用来当作对付晚归或醉酒丈夫的武器。